# Mark Williams (baloncestista)
Mark Oluwafemi Williams (Norfolk, Virginia, 16 de diciembre de 2001) es un jugador de baloncesto estadounidense que pertenece a la plantilla de los Phoenix Suns de la NBA. Mide 2,13 metros y juega en la posición de pívot. 

## Trayectoria deportiva

### High school
Williams comenzó su carrera en el equipo de baloncesto de la escuela secundaria en la Academia Norfolk. Fue invitado al campamento de NBA Top 100 en Charlottesville, Virginia, en el verano de 2018. Superó el umbral de los 1000 puntos en febrero de 2019. Como júnior, promedió 19,7 puntos, 11,2 rebotes y 3,7 tapones por partido para ayudar a los Bulldogs a alcanzar al torneo estatal VISAA. Fue seleccionado para el segundo mejor quinteto del USA Today All-USA Virginia Boys Basketball.
Al comenzar su temporada sénior, fue transferido a la IMG Academy, que terminaron la temporada anterior como campeones nacionales. Fue elegido para disputar el prestigioso McDonald's All-American Game.

### Universidad
Jugó dos temporadas con los Blue Devils de la Universidad de Duke, en las que promedió 9,7 puntos, 6,3 rebotes y 2,3 tapones por partido. En su segunda temporada fue elegido mejor jugador defensivo de la Atlantic Coast Conference e incluido en el tercer mejor quinteto de la conferencia.

#### Estadísticas
| Año     | Equipo | PJ | PT | MPP  | %TC  | %3P  | %TL  | RPP | APP | ROB | TPP | PPP  |
| ------- | ------ | -- | -- | ---- | ---- | ---- | ---- | --- | --- | --- | --- | ---- |
| 2020–21 | Duke   | 23 | 15 | 15.2 | .664 | –    | .537 | 4.5 | .7  | .6  | 1.4 | 7.1  |
| 2021–22 | Duke   | 39 | 39 | 23.6 | .721 | .000 | .727 | 7.4 | .9  | .5  | 2.8 | 11.2 |
| Total   | Total  | 62 | 54 | 20.5 | .704 | .000 | .661 | 6.3 | .8  | .5  | 2.3 | 9.7  |

### Profesional
Fue elegido en la decimoquinta posición del Draft de la NBA de 2022 por los Charlotte Hornets.
Durante su tercera temporada en Charlotte, el 15 de enero de 2025 anotó 31 puntos, récord personal, junto con 13 rebotes, en una victoria por 117-112 sobre Utah Jazz. El 5 de febrero, fue traspasado a Los Angeles Lakers a cambio de Cam Reddish y Dalton Knecht, un intercambio de selecciones de primera ronda del draft en 2030 y su selección de primera ronda de 2031. Sin embargo, el 8 de febrero los Lakers cancelaron su fichaje debido a que no superó el reconocimiento médico, por lo que regresó a los Hornets.
El 25 de junio de 2025 es traspasado a Phoenix Suns a cambio de Vasilije Micić.

## Estadísticas de su carrera en la NBA

### Temporada regular
| Año     | Equipo    | PJ | PT | MPP  | %TC  | %3P  | %TL  | RPP | APP | ROB | TPP | PPP  |
| ------- | --------- | -- | -- | ---- | ---- | ---- | ---- | --- | --- | --- | --- | ---- |
| 2022-23 | Charlotte | 43 | 17 | 19.3 | .637 | —    | .691 | 7.1 | .4  | .7  | 1.0 | 9.0  |
| 2023-24 | Charlotte | 19 | 19 | 26.8 | .649 | —    | .719 | 9.7 | 1.2 | .8  | 1.1 | 12.7 |
| 2024-25 | Charlotte | 23 | 20 | 25.0 | .586 | .000 | .780 | 9.6 | 2.5 | .7  | 1.2 | 15.6 |
| Total   | Total     | 85 | 56 | 22.5 | .621 | .000 | .732 | 8.3 | 1.1 | .7  | 1.1 | 11.6 |